# Цалковський Василь
Васи́ль Цалко́вський (1822, Тишківці — 1898, там само) — український (руський) громадсько-політичний діяч. Господар (селянин) із Тишківців. Посол до Галицького сейму 3-го скликання.

## Життєпис
Народився в 1822 році в бідній селянській родині. Батько помер, коли Василеві сповнилося 6 років (залишилося 5 сиріт, хвора мати-вдова). Матеріальні нестатки, хвороба матері не дозволили навчатись у парафіяльній школі в селі.
Помер у рідному селі, похований на «старому цвинтарі» (одинока могила в Тишківцях).

## Громадська діяльність
Посол до Галицького сейму 3-го скликання, обраний 1870 року в окрузі Городенка — Обертин від IV курії, входив до складу «Польського кола».
1870 року став послом до Австрійського парламенту (Райхсрату) від Коломийського округу (представляв сільські громади судових повітів Коломия — Гвіздець — Печеніжин — Городенка — Обертин — Косів — Кути — Снятин — Заболотів. У Відні був одягнений по-селянському, посли-неукраїнці зневажливо називали «будяком».
Неграмотний, але постійно передплачував багато газет для односельчан. Пожертвування:
- в 1874 році в Тишківцях було збудовано школу (сучасне приміщення лікарні),
- його коштом багато дітей бідняків навчалися в цій школі,
- заведено читальню українського товариства «Просвіта» в селі,
- відомий художник Корнило Устиянович 1877 року на замовлення посла виконав іконостас для місцевої церкви вартістю 40 000 крон).

Підтримував тісні зв'язки з діячами освіти, культури того часу: Осипом Шухевичем, Володимиром Шухевичем, Омеляном Огоновським.